# Vuggevise
Chansons représentant le Danemark au Concours Eurovision de la chanson
Angelique
(1961) Dansevise
(1963)
Vuggevise (« Berceuse ») est une chanson écrite par Sejr Volmer-Sørensen, composée par Kjeld Bonfils et interprétée par la chanteuse danoise Ellen Winther, sortie en 1962.
C'est la chanson ayant été sélectionnée pour représenter la Danemark au Concours Eurovision de la chanson 1962 le 18 mars à Luxembourg.

## À l'Eurovision

### Sélection
Le 11 février 1962, ayant remporté le Dansk Melodi Grand Prix 1962, la chanson Vuggevise interprétée par Ellen Winther, est sélectionnée pour représenter le Danemark au Concours Eurovision de la chanson 1962 le 18 mars à Luxembourg.

### À Luxembourg
La chanson est intégralement interprétée en danois, langue officielle du Danemark, comme le veut la coutume avant 1966. L'orchestre est dirigé par Kai Mortensen.
Vuggevise est la cinquième chanson interprétée lors de la soirée du concours, suivant Nur in der Wiener Luft d'Eleonore Schwarz pour l'Autriche et précédant Sol och vår d'Inger Berggren pour la Suède.
À l'issue du vote, elle obtient 2 points et se classe 10e — à égalité avec Kom sol, kom regn d'Inger Jacobsen pour la Norvège et Le Retour de Jean Philippe pour la Suisse — sur 16 chansons,.

## Liste des titres
| A1. | Vuggevise            | Sejr Volmer-Sørensen, Kjeld Bonfils |  |
| B1. | Vinden går og nynner |                                     |  |

## Historique de sortie
| Pays     | Date | Format   | Label |
| -------- | ---- | -------- | ----- |
| Danemark | 1962 | 45 tours | NPA   |